# Austin

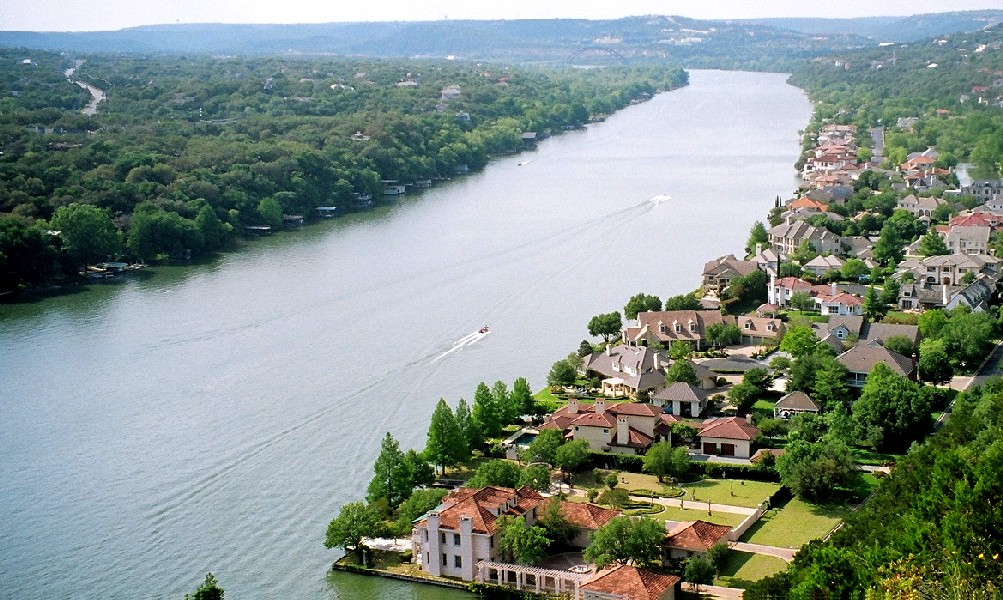
Lake Austin

Austin [ˈɔːstɪn] ist die Hauptstadt und die viertgrößte Stadt des US-Bundesstaates Texas. Das U.S. Census Bureau hat bei der Volkszählung 2020 eine Einwohnerzahl von 961.855 ermittelt. Austin liegt am Colorado River. Der überall präsente Slogan Keep Austin Weird (etwa „Halte Austin seltsam!“) gilt als besonders treffendes Motto für die studentisch geprägte Atmosphäre der Stadt. Zudem gilt Austin als die amerikanische Hauptstadt der Livemusik: In keiner anderen Stadt der USA findet sich eine vergleichbare Dichte an Musikclubs und Konzerten.
Die Stadt ist das Zentrum der Region Greater Austin mit über zwei Millionen Einwohnern.

## Geschichte
1835 wurde die Stadt unter dem Namen Waterloo [ˈwɔːtəɹˌluː] gegründet, 1838 jedoch zu Ehren von Stephen F. Austin, dem Gründer der damals unabhängigen Republik Texas, umbenannt. Seit 1839 ist Austin Hauptstadt von Texas. Von 1882 bis 1888 wurde das Texas State Capitol erbaut und galt seinerzeit als siebtgrößtes Gebäude der Welt. Es ist sechs Meter höher als das Kapitol in Washington, D.C.

Governor’s Mansion (2014)

Der National Park Service weist für Austin zwei National Historic Landmarks aus (Stand Dezember 2016), das Texas State Capitol und das Governor’s Mansion. 187 Bauwerke und Stätten der Stadt sind im National Register of Historic Places (NRHP) eingetragen (Stand 12. November 2018).

## Demografie
Die Bevölkerung bestand laut dem Zensus von 2010 zu 48,7 Prozent aus Weißen und zu 8,1 Prozent aus Afroamerikanern; 6,3 Prozent waren asiatischer Herkunft. 35,1 Prozent der Bevölkerung waren Hispanics. Der Median des Einkommens je Haushalt lag 2015 bei 57.689 US-Dollar. 18,0 Prozent der Bevölkerung lebten unterhalb der Armutsgrenze.

## Wirtschaft und Infrastruktur

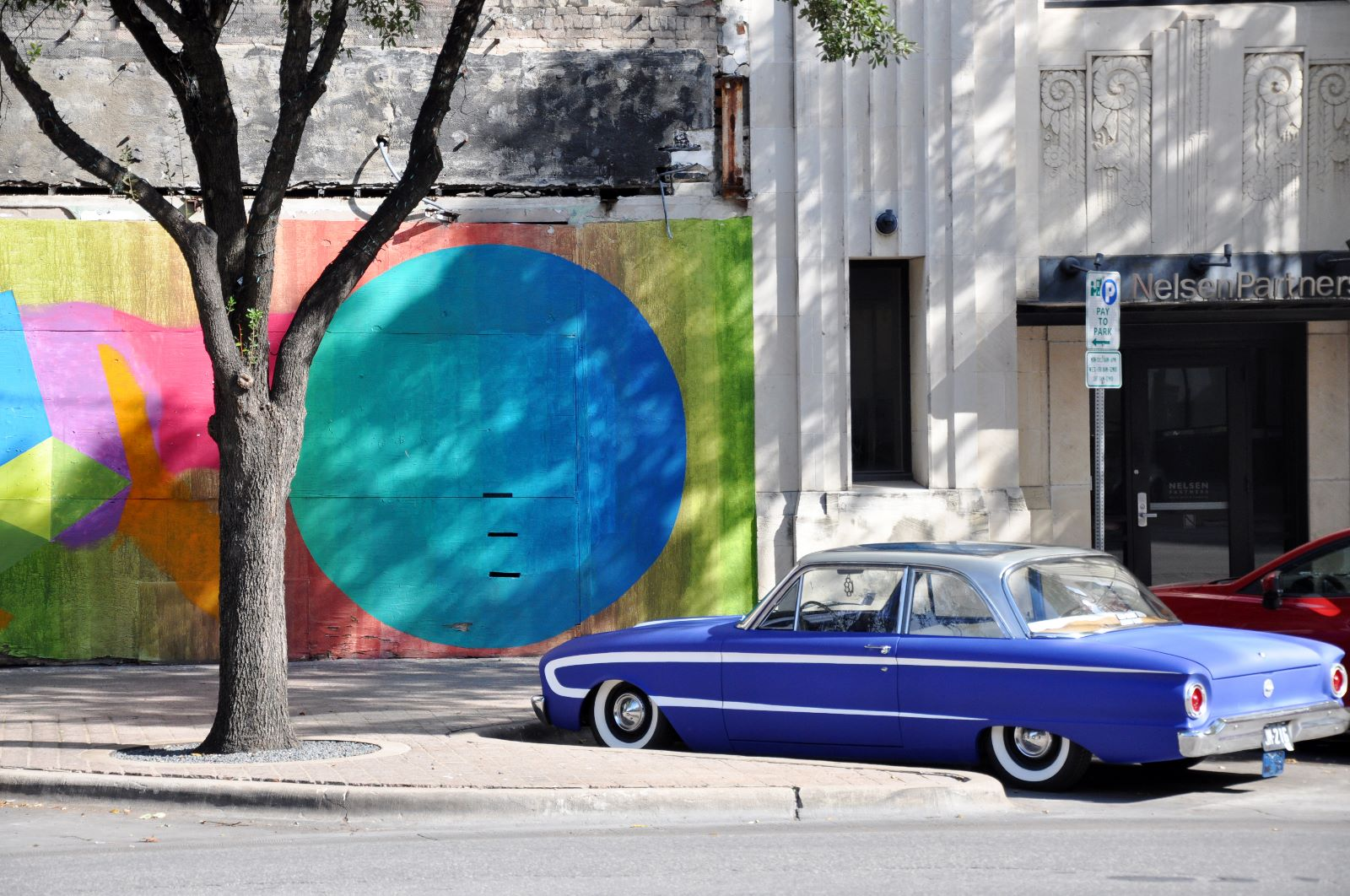
Straßenbild in Austin, Texas

Große Arbeitgeber der Stadt sind Dell, Meta Platforms, Google, AMD, Freescale Semiconductor (eine Ausgründung von Motorola), IBM, Wincor Nixdorf, Apple, National Instruments, Hewlett-Packard, Samsung und eBay. Im Dezember 2020 verlegte der Softwarehersteller Oracle Corporation sein Hauptquartier von Redwood City, Kalifornien/USA nach Austin. Im Oktober 2021 kündigte das Unternehmen Tesla, Inc. die Verlegung des Hauptsitzes nach Austin an und eröffnete 2022 bei Austin die Tesla Gigafactory 5.
Wegen dieser Häufung wird Austin, in Anlehnung an das Silicon Valley und in Anspielung auf die hügelige Landschaft, Silicon Hills genannt. Zudem befinden sich viele Videospiel-Entwickler in näherer Umgebung wie zum Beispiel Electronic Arts und Blizzard Entertainment.
Der größte Flughafen in Austin ist der 1999 eröffnete Austin-Bergstrom International Airport, der etwa acht Kilometer südöstlich der Innenstadt liegt.
Austin gilt als sehr junge und dynamische Stadt, die eine der größten Wachstumsraten der USA aufweist. Die Metropolregion von Austin erbrachte 2020 ein Bruttoinlandsprodukt von 168 Milliarden US-Dollar und belegte damit Platz 24 unter den Großräumen der USA. Die Arbeitslosenrate in der Metropolregion betrug 2,8 Prozent und lag damit weit unter dem nationalen Durchschnitt von 3,8 Prozent (Stand: März 2018).
Die Stadt ist Sitz des Clinical Data Interchange Standards Consortium.
Der städtische Nahverkehr ist für diverse Personenkreise gratis: Für alle unter 18, Studenten der University of Texas at Austin, des Austin Community College sowie für städtische Beschäftigte.

## Bildung
Bekannt ist vor allem die Universität von Texas. Sie ist mit rund 50.000 Studenten auf dem Campus eine der größten Universitäten der Vereinigten Staaten und zählt zu den besten öffentlichen Hochschulen des Landes. Daneben sind in Austin noch etliche kleinere Privatuniversitäten angesiedelt, darunter Concordia University und Saint Edward’s, beides christliche Colleges. Des Weiteren ist die 2021 gegründete private University of Austin in der Downtown Austins' ansässig.
Die Stadt Austin gehört zu den zehn gebildetsten Städten der Vereinigten Staaten, wenn man den Anteil der Bevölkerung mit Collegeabschluss berücksichtigt.

## Medien
Die Tageszeitung für Austin ist der Austin-American Statesman. Außerdem wird auf dem Campus der University of Texas die Studentenzeitung The Daily Texan herausgegeben. Das lokale Veranstaltungsmagazin ist der wöchentlich erscheinende Austin Chronicle. Hier werden auch öffentliche Projekte durchaus kritisch beleuchtet.
Ebenfalls in Austin heimisch ist der rechtsgerichtete Radiomoderator und Verschwörungstheoretiker Alex Jones, der von hier sein Radioprogramm The Alex Jones Show ausstrahlt.

## Kultur
Bedeutende kulturelle Einrichtungen in Austin sind das Blanton Museum of Art und das Harry Ransom Center.

## Freizeit
Zu den beliebtesten Freizeitaktivitäten gehört im Sommer ein Besuch von Barton Springs, einem Freibad, das aus einer natürlichen Quelle gespeist wird. In der Innenstadt ist die Sixth Street (6. Straße) wegen ihrer zahlreichen (Musik-)Kneipen einer der Hauptanziehungspunkte für jüngere Leute. Die Fourth Street (4. Straße) bietet eher Unterhaltung für die etwas Älteren. Die genannten Orte liegen so nahe beieinander, dass alles zu Fuß erreichbar ist – eine Besonderheit für eine amerikanische Stadt.
Die größte Attraktion in Austin ist ein Naturschauspiel, das sich fast jeden Abend in den Sommermonaten an der Congress Bridge abspielt: Etwa 1,5 Mio. Fledermäuse starten urplötzlich bei Sonnenuntergang aus dem Inneren der Brücke zur gemeinsamen Insektenjagd und verdunkeln den Himmel. Die Kolonie ist die größte urbane Fledermauspopulation der Welt, tausende Zuschauer genießen den Anblick.
Mehrere Seen in der näheren Umgebung bieten Bademöglichkeiten und Möglichkeiten für Wassersport. Direkt in der Stadt ist dies der Lady Bird Lake, langgestreckt direkt an der Innenstadt. Der Lake Austin ist deutlich größer. In der Nähe der Staumauer am Lake Austin Blvd ist das „Oyster Landing“. Hier gibt es verschiedene Speiselokale und Cafés.
Am Abend öffnen die unzähligen Musik-Bars. Traditionell wird Blues-Rock und Country von den vielen einheimischen und den mehr oder weniger bekannten Stars geboten. Lange Jahre war das „Armadillo“ eine für die USA wichtige Besucherstätte für Musikveranstaltungen. Jetzt befindet sich auf dem Gelände ein Parkplatz. Die selbsternannte „Live Music Capital of the World“ (Welt-Hauptstadt der Live-Musik) behauptet von sich, dass dort mehr Live-Bands zu sehen sind als beispielsweise in Nashville, Memphis, Los Angeles, Las Vegas oder New York. Demzufolge ist eine der wichtigsten Veranstaltungen, die jährlich in Austin stattfinden, das South-by-Southwest-Festival (SXSW) im März.
Bei Kinogängern sind die auf mehrere Standorte verteilten Alamo Drafthouse Cinemas äußerst beliebt, in denen hauptsächlich anspruchsvollere Filme gezeigt werden und die häufig besondere Themenabende anbieten. Quentin Tarantino und Richard Linklater sind, wohl auf Grund der besonderen Atmosphäre, Stammgäste und halten hier ein alle zwei Jahre stattfindendes Filmfestival ab.
Die Austin Music Hall, in der zahlreiche Größen des Musikgeschäftes aufgetreten sind, wurde inzwischen abgerissen.
- Fledermäuse verlassen die Congress Bridge

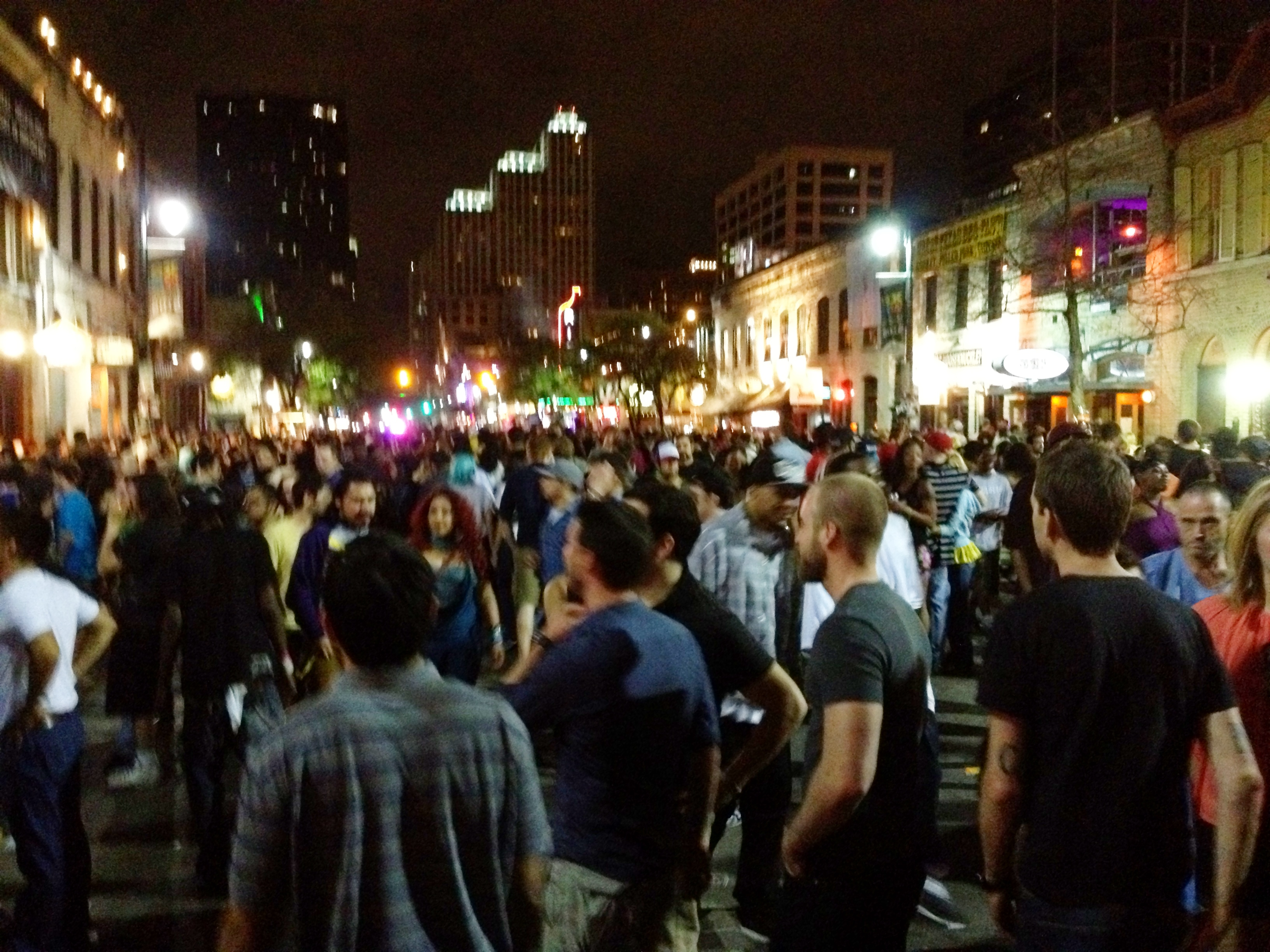
Sixth Street SXSW Festival

## Umgebung
Entgegen landläufiger Meinung ist Texas nicht überall trocken. Der östliche Teil ist sogar recht grün und feucht, und die Umgebung von Austin ist durch viele Flüsse und Seen sowie eine beinahe das ganze Jahr über grüne Landschaft geprägt. In der Freizeit betätigt man sich dementsprechend mit Schwimmen, Wassersport, Kanufahren oder „Tubing“ (sich auf aufgepumpten Autoreifen einen Fluss hinuntertreiben lassen). Da der Sommer lang und die Temperaturen hoch sind, kann man das fast das ganze Jahr über machen.
Die Landschaft östlich von Austin ist relativ flach, während das westliche Umland treffend Hill Country genannt wird. Die rund 100 Meter hohen Hügel dieser Gegend, überwiegend mit niedrigen Bäumen bewachsen, sind nur sehr dünn besiedelt, und gelten als eines der schönsten Gebiete in Texas. Im Herzen des Hill Country, rund 160 km westlich von Austin, befindet sich Enchanted Rock, ein aus der Landschaft herausragender 150 Meter hoher, halbrunder Granitfels – ein beliebtes Ausflugsziel.

In der Umgebung finden sich viele Orte, deren Namen auf deutsche Gründung hinweisen, z. B. New Braunfels, Luckenbach, Gruene oder Fredericksburg. Hält man in den kleineren Orten der Umgebung an, so erfährt man oft, dass die Vorfahren der Einwohner tatsächlich aus Deutschland kamen. Die deutschen Einwanderer haben damals die Umgebung entscheidend mitgeprägt und so findet man heute noch zahlreiche Hinweise auf die deutsche Kultur. Viele Straßen, Restaurants, Hotels und Geschäfte haben deutsche Namen und bieten deutsches Essen an. Wenige dort noch lebende Deutschamerikaner sprechen teilweise auch das sogenannte Texasdeutsch, eine Varietät der deutschen Sprache mit englischen Einflüssen.  Das Texasdeutsch wird am Fachbereich für Germanic Studies an der University of Texas at Austin unter anderem durch den deutschen Germanisten Hans Christian Boas erforscht.
|                       | Jan  | Feb  | Mär  | Apr  | Mai   | Jun  | Jul  | Aug  | Sep  | Okt  | Nov  | Dez  |   |       |
| Mittl. Tagesmax. (°C) | 14,9 | 17,4 | 22,2 | 26,3 | 29,3  | 32,8 | 35,0 | 35,3 | 32,5 | 27,8 | 22,1 | 16,7 | ⌀ | 26,1  |
| Mittl. Tagesmin. (°C) | 3,7  | 5,6  | 10,6 | 15,4 | 19,2  | 21,9 | 23,3 | 23,3 | 21,0 | 15,6 | 9,9  | 5,1  | ⌀ | 14,6  |
|                       |      |      |      |      |       |      |      |      |      |      |      |      |   |       |
| Niederschlag (mm)     | 43,4 | 55,1 | 47,5 | 65,0 | 121,4 | 94,5 | 51,8 | 52,1 | 83,8 | 87,1 | 60,2 | 47,8 | Σ | 809,7 |
|                       |      |      |      |      |       |      |      |      |      |      |      |      |   |       |
| Sonnenstunden (h/d)   | 4,8  | 5,3  | 6,1  | 6,9  | 7,9   | 10,5 | 11,8 | 10,9 | 8,1  | 6,9  | 5,8  | 5,1  | ⌀ | 7,5   |
|                       |      |      |      |      |       |      |      |      |      |      |      |      |   |       |
| Regentage (d)         | 5,2  | 5,1  | 5,5  | 4,9  | 7,3   | 5,8  | 4,0  | 3,8  | 5,9  | 5,7  | 5,1  | 5,0  | Σ | 63,3  |

| 3,7 |

| 5,6 |

| 10,6 |

| 15,4 |

| 19,2 |

| 21,9 |

| 23,3 |

| 23,3 |

| 21,0 |

| 15,6 |

| 9,9 |

| 5,1 |

| 3,7 |

| 5,6 |

| 10,6 |

| 15,4 |

| 19,2 |

| 21,9 |

| 23,3 |

| 23,3 |

| 21,0 |

| 15,6 |

| 9,9 |

| 5,1 |

Aus dem Lady-Bird-See wurden in den drei letzten Jahren, zuletzt am 3. Juni 2025, nach und nach 39 Leichen geborgen.

## Sport
Austin war lange Zeit die bevölkerungsreichste Stadt der USA ohne eigene Profimannschaft in den großen US-amerikanischen Sportligen (NFL, MLB, NBA, NHL und MLS). Erst zur Saison 2021 nahm das Fußball-Franchise Austin FC in der MLS den Spielbetrieb auf. Dafür ist der College-Sport sehr beliebt. Zu nennen sind hier die Texas Longhorns der University of Texas, die vor allem für ihre Footballmannschaft bekannt sind und ihre Heimspiele im Darrell K Royal-Texas Memorial Stadium austragen.
Im Mai 2010 gab Formel-1-Geschäftsführer Bernie Ecclestone bekannt, einen Vertrag mit der Stadt Austin über ein Formel-1-Rennen ab dem Jahr 2012 abgeschlossen zu haben. Der neuerbaute Circuit of The Americas nahe Austins ist die erste, primär für die Formel 1 errichtete permanente Rennstrecke in der Geschichte des US-Motorsports und beheimatet somit seit 2012 den Großen Preis der USA. Außerdem konnte der Veranstalter der Motorrad-Weltmeisterschaft einen Zehnjahresvertrag mit dem Streckenbetreiber abschließen, so dass ab 2013 in Austin auch Rennen zur Motorrad-WM stattfinden.

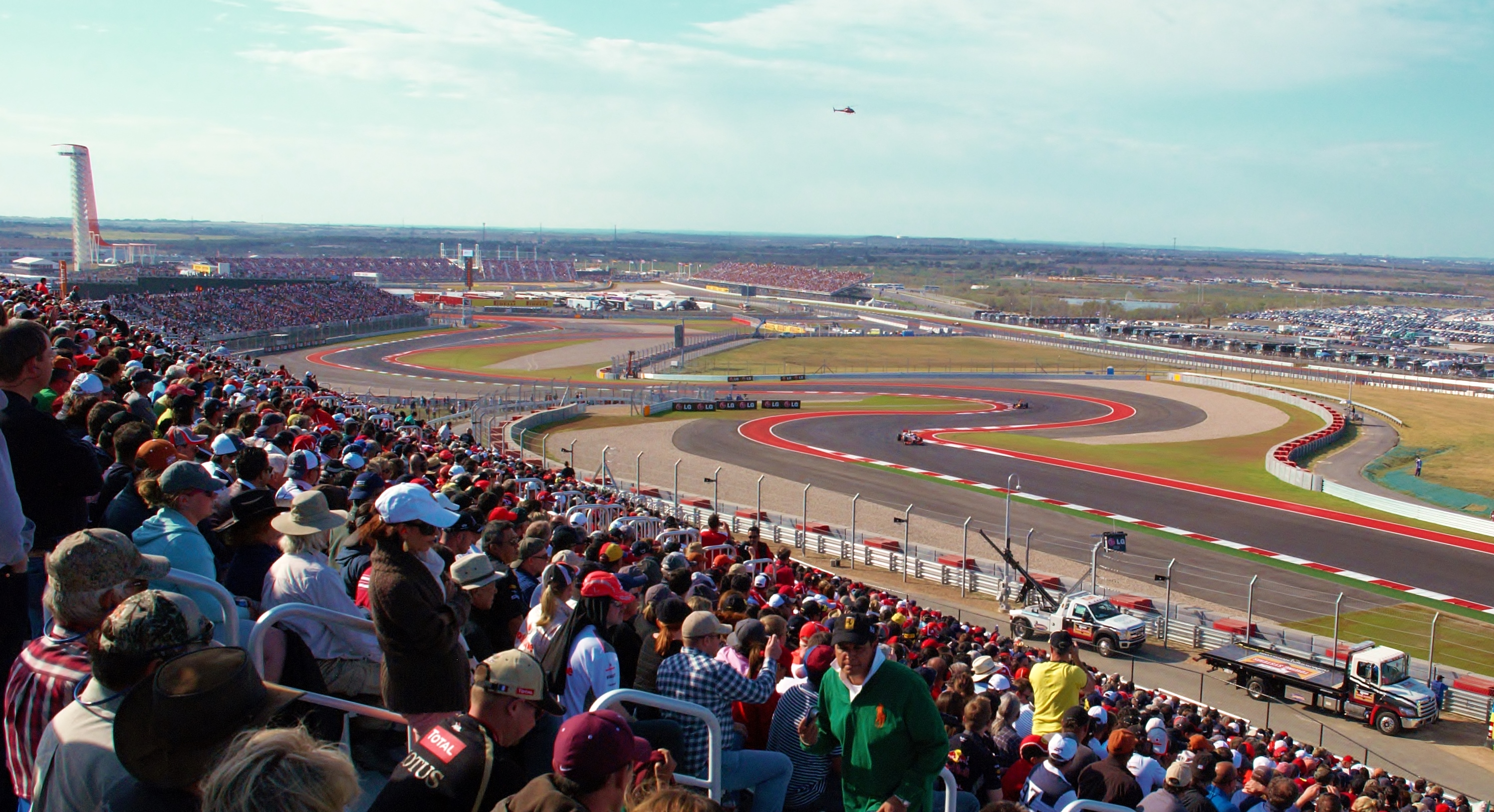
Formel-1-Strecke Circuit of The Americas
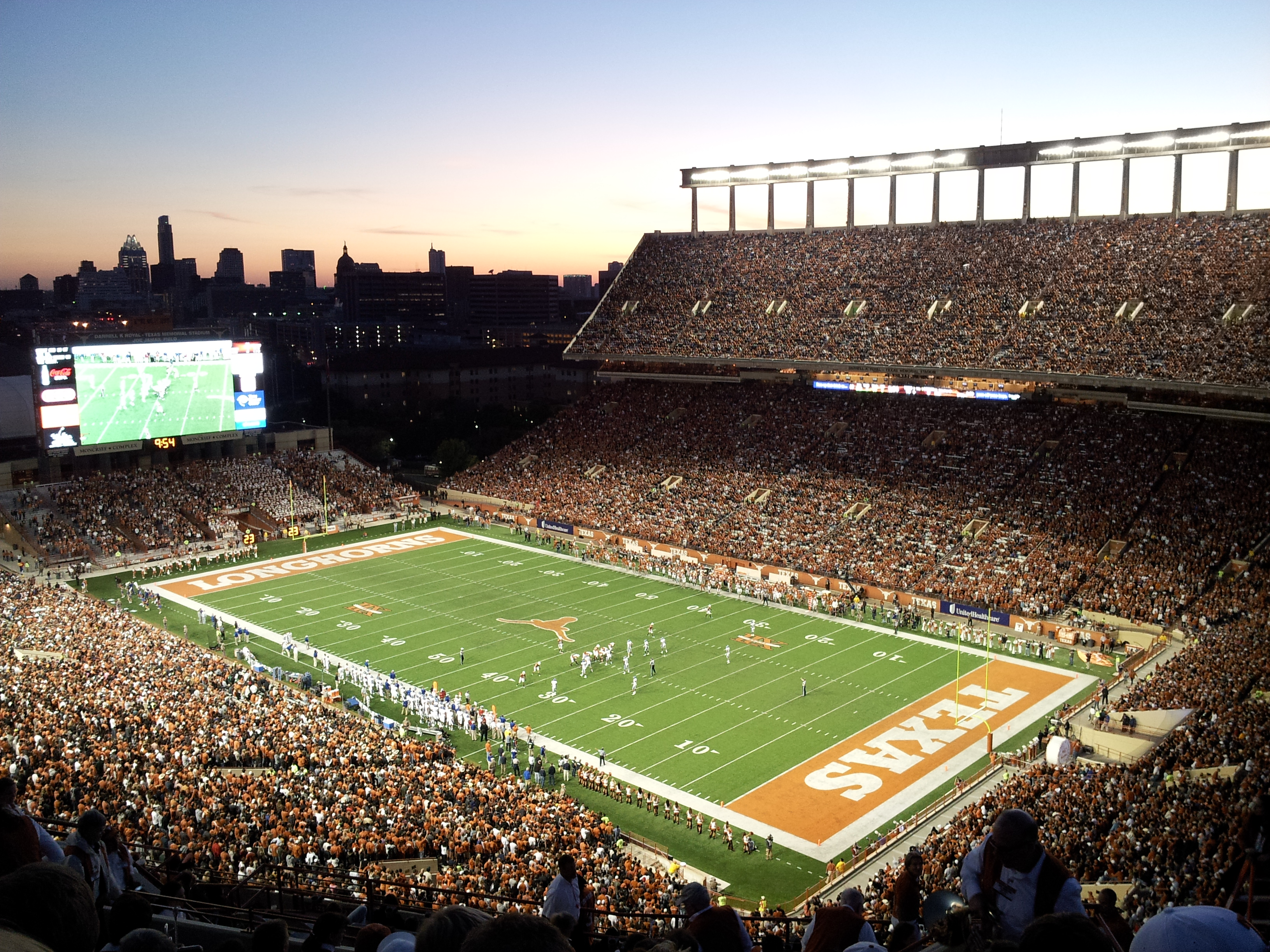
Darrell K Royal-Texas Memorial Stadium

## Partnerstädte
Austin hat Partnerschaften mit folgenden Städten geschlossen:
| - Saltillo (Mexiko), seit 1968 - Maseru (Lesotho), seit 1978 - Lima (Peru), seit 1981 - Adelaide (Australien), seit 1983 - Taichung (Republik China (Taiwan)), seit 1986 - Ōita (Japan), seit 1990 - Koblenz (Deutschland), seit 1992 | - Xishuangbanna (Volksrepublik China), seit 1997 - Antalya (Türkei), seit 1998 - Orlu (Nigeria), seit 2000 - Gwangmyeong (Südkorea) - Angers (Frankreich) - London Borough of Hackney, (Vereinigtes Königreich) |

Freundschaftsstädte Austins sind
- Siem Reap, Kambodscha
- Tehuacán (Mexiko)
- Villefranche-sur-Mer (Frankreich)

## Persönlichkeiten

### Persönlichkeiten mit Bezug zur Stadt
- Asa Brigham (1788–1844), Siedler, Geschäftsmann und Politiker; Bürgermeister Austins von 1842 bis 1844
- Thomas Benton Wheeler (1840–1913), Politiker; Bürgermeister Austins von 1873 bis 1877
- Vincent Madeley Harris (1913–1988), römisch-katholischer Bischof von Austin
- Alan Lomax (1915–2002), Folklore- und Musikforscher
- Slim Richey (1938–2015), Bluegrass- und Jazzgitarrist
- Townes Van Zandt (1944–1997), Liedermacher (Country, Folk, Blues)
- Roky Erickson (1947–2019), Sänger und Gitarrist
- Meat Loaf (1947–2022), Sänger und Schauspieler
- Lloyd Maines (* 1951), Musikproduzent und Songwriter im Bereich des Countrygenres
- Stevie Ray Vaughan (1954–1990), Gitarrist
- Ron Kirk (* 1954), Politiker (Demokratische Partei) und Jurist
- Bruce Sterling (* 1954), Science-Fiction-Schriftsteller
- Shawn Colvin (* 1956), Singer-Songwriterin
- James McMurtry (* 1962), Folkrockgitarrist und Singer-Songwriter
- Harvey Smith (* 1966), Spieleentwickler
- Elon Musk (* 1971), Unternehmer, lebt in Austin
- Alex Jones (* 1974), Journalist
- Gary Clark junior (* 1984), Musiker und Schauspieler
- Charley Crockett (* 1984), Country- und Bluessänger
- Shakey Graves (* 1987), Musiker und Schauspieler